# 厕二
厕二（β Lep/天兔座β），英文名Nihal，是天兔座的第二亮星。

## 特性
基于依巴谷卫星的视差测量，该星距离地球大约160光年。视星等2.84，恒星分类G5III-II。该星大约有3倍太阳质量，年龄2.4亿年，足够让这样重的恒星耗尽核心的氢然后离开主序带，成为一个G型巨星。
这是一个双星系统，有可能是联星。利用自适应光学，发现它们相距2.58弧秒，位置角1.4°。伴星B亮度被观测到会变化，并被标记为可能的变星。